# Die Geschichte von dem Gespensterschiff

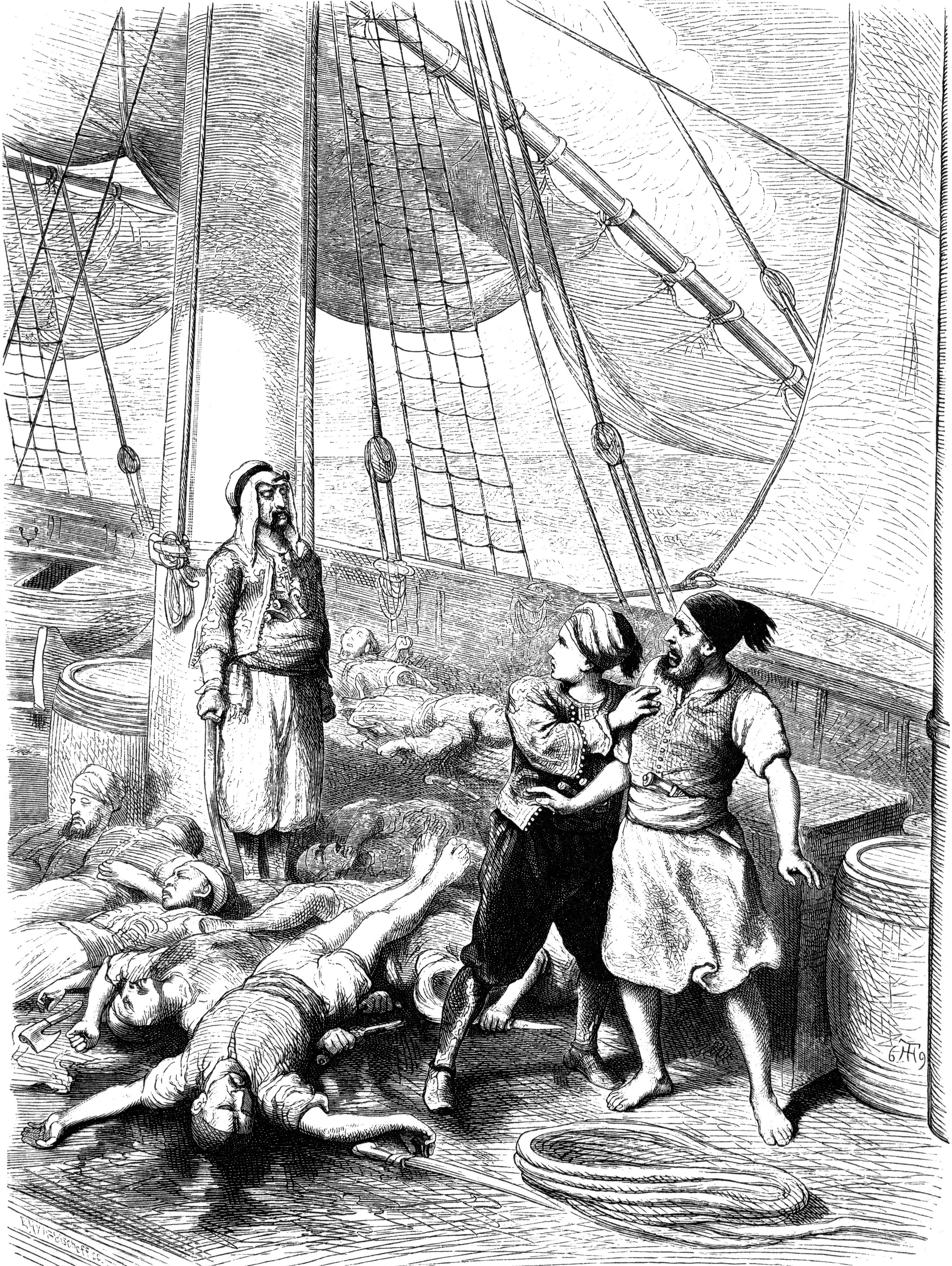
Der an den Mast genagelte Kapitän

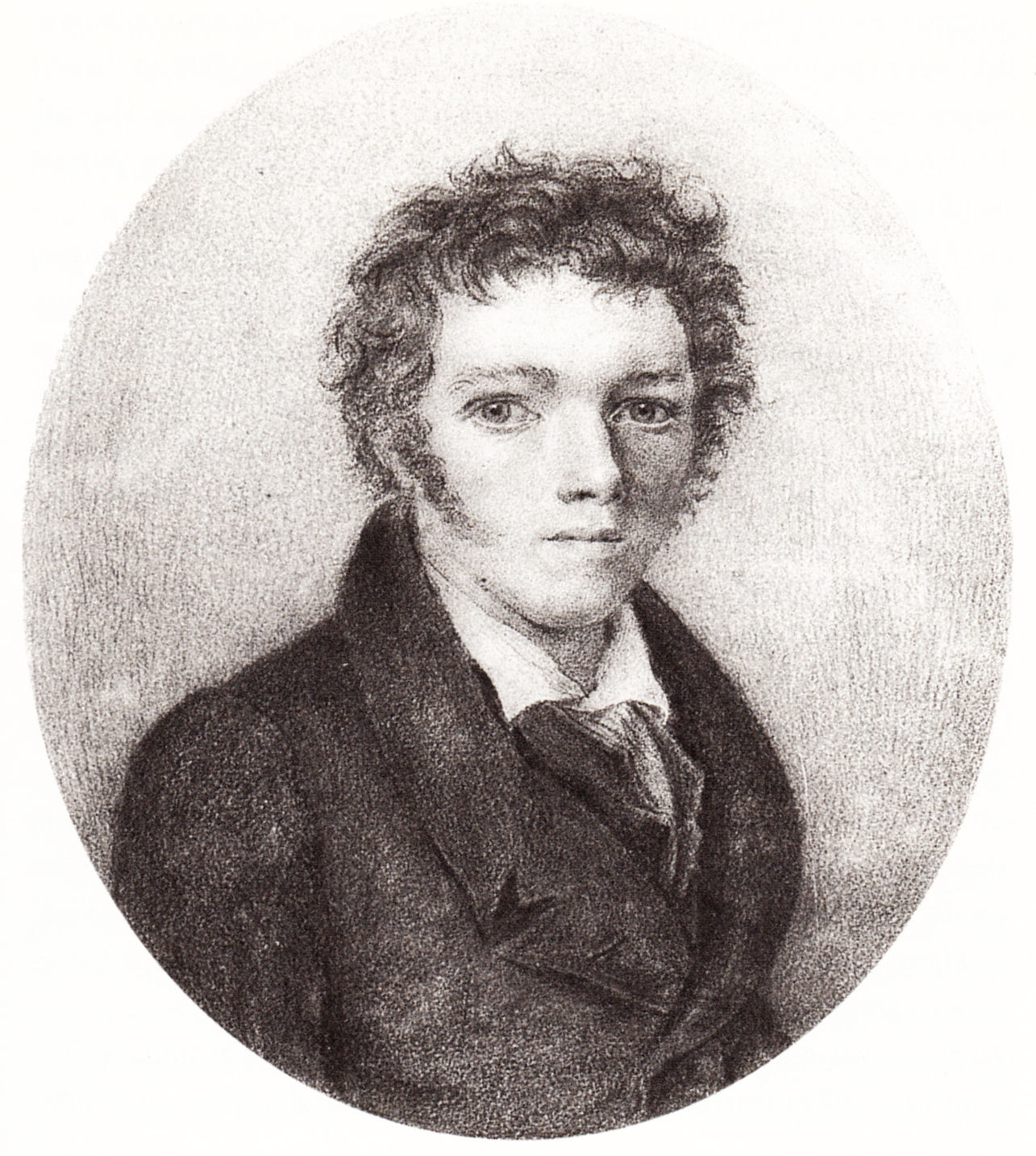
Wilhelm Hauff 1826

Die Geschichte von dem Gespensterschiff ist eine Erzählung von Wilhelm Hauff, die 1825 erstmals in dessen Märchen-Almanach auf das Jahr 1826 veröffentlicht wurde.
In seiner Erzählung transponiert Hauff das Sagenmotiv des Fliegenden Holländers in einen orientalisch-islamischen Kontext.

## Handlung
In der Rahmenerzählung Die Karawane berichtet der Ich-Erzähler Achmet die Begegnung mit dem verfluchten Schiff als eigenes Erlebnis. Auf einer Handelsreise begegnet Achmets Schiff in einem Sturm einem geisterhaft durch die Wellen schwebenden Schiff, bei dessen Anblick die Mannschaft von Verzweiflung gepackt wird, da die Sichtung dieses Schiffs Vorbote nahenden Untergangs ist. So kommt es auch.
Aus dem Schiffbruch können Achmet und sein Diener Ibrahim sich als einzige Überlebende auf dieses Schiff retten, dessen Besatzung aus Leichen besteht, die sich nicht von der Stelle bewegen lassen. Der Leichnam des Kapitäns ist mit einem Nagel durch den Kopf an den „mittleren Mastbaum“ geheftet (gemeint ist ein Schiffsmast, siehe auch die Abbildung). In der folgenden Nacht verfallen die Geretteten in einen lähmenden Schlaf, in dem sie Geräusche von Tritten und Waffengeklirre zu hören meinen, und als der Diener für einen Augenblick erwacht, sieht er den Kapitän und den Steuermann lebendig in der Kajüte sitzen, singend und trinkend. In der folgenden Nacht gelingt es ihnen wach zu bleiben, indem sie Koranverse beten und dazu einen Spruch aufsagen, den Ibrahim von seinem Großvater kannte:
Kommt ihr herab aus der Luft,

Steigt ihr aus tiefem Meer,

Schlieft ihr in dunkler Gruft

Stammt ihr vom Feuer her:

Allah ist euer Herr und Meister

Ihm sind gehorsam alle Geister.
Das hilft. Aus einer Nebenkammer beobachten sie, wie sich Kapitän und Steuermann in einer fremden Sprache streiten, gefolgt von Kampfgeräuschen an Deck. Am anderen Tag ist alles wieder so, wie es war. Zudem scheint über Nacht die Mannschaft die bei Tag gesegelte Strecke wieder zurückzusegeln. Um das zu verhüten, umwickeln sie zur Nacht die eingezogenen Segel mit Koranversen und dem Zauberspruch auf Pergament und segeln bei Tag in die Richtung, in der sie Land vermuten. Am sechsten Tag erreichen sie so die indische Küste und gehen nah einer Stadt an Land. In der Stadt suchen sie einen weisen Mann namens Muley auf. Der rät ihnen, die Toten an Land zu bringen, was auch gelingt, indem man sie samt den Planken unter ihnen aus dem Deck sägt. An Land gebracht, zerfallen sie sogleich zu Staub. Schließlich ist nur noch der Kapitän an Bord, da der Nagel auf keine Weise sich aus dem Mast lösen lässt. 
Aber sobald der weise Muley ihm etwas Erde auf das Haupt gestreut und einen Zauberspruch gemurmelt hat, schlägt der Kapitän die Augen auf und berichtet nun, was den Fluch über ihn, sein Schiff und seine Mannschaft brachte: Sie waren Seeräuber gewesen und der frevelhafte Mord an einem frommen Derwisch hatte dessen Fluch auf sie gebracht, nicht leben und sterben zu können, bis sie ihr Haupt auf die Erde legen. Nach dem Mord war eine Meuterei ausgebrochen, in der alle umkamen, jedoch:
[…] in der nächsten Nacht, zur nämlichen Stunde, da wir den Derwisch in die See geworfen, erwachte ich und alle meine Genossen, das Leben war zurückgekehrt, aber wir konnten nichts tun und sprechen, als was wir in jener Nacht gesprochen und getan hatten. So segeln wir seit fünfzig Jahren, können nicht leben, nicht sterben; denn wie konnten wir das Land erreichen? Mit toller Freude segelten wir allemal mit vollen Segeln in den Sturm, weil wir hofften, endlich an einer Klippe zu zerschellen und das müde Haupt auf dem Grund des Meeres zur Ruhe zu legen. Es ist uns nicht gelungen. Jetzt aber werde ich sterben. Noch einmal meinen Dank, unbekannter Retter, wenn Schätze dich lohnen können, so nimm mein Schiff als Zeichen meiner Dankbarkeit.
Nach diesen Worten stirbt der Kapitän und zerfällt auch zu Staub. Achmet aber nimmt die Schätze des Schiffs, beschenkt seinen Freund, den weisen Muley reichlich und kehrt doppelt so reich wie zuvor nach Balsora zurück.

## Hintergrund
Die Holländersage dürfte Hauff aus der deutschen Übersetzung von Vanderdecken’s Message Home bekannt gewesen sein, die 1821 im Stuttgarter Morgenblatt für gebildete Stände erschienen war, dessen Redaktion Hauff 1827 übernehmen sollte.
Johannes Barth zufolge lag aber eine andere Quelle für Hauff näher, nämlich Rokeby von Walter Scott, wo eine Episode aus der Geschichte des Piraten Blackbeard erscheint, die für die Schilderung der Piraten und speziell für den Streit des Kapitäns mit dem Steuermann in der Kajüte, der von Achmet und Ibrahim in der zweiten Nacht beobachtet wird, Quelle gewesen sein kann.
Gero von Wilpert meint in der Erzählung Züge des Biedermeiers zu erkennen, was er an drei Punkten festmacht:
- die Brandmarkung rastloser Habgier und verderbenbringender Meuterei,
- die Qual rastlosen Umhersegelns als negatives Gegenbild zur romantischen Reiselust und
- das glückliche, zudem finanziell lohnende Ende und Achmets Rückkehr in eine wohlhäbige Existenz.

## Ausgaben
- Erstausgabe: Märchen-Almanach auf das Jahr 1826. Metzler, Stuttgart 1826. Unveränderter Neudruck: Metzler, Stuttgart 1991
- Wilhelm Hauff: Sämtliche Werke in drei Bänden. Band 2, München 1970, S. 25–35, online auf Zeno.org

## Hörspiel
- 1973 erschien unter dem Label EUROPA die erste Umsetzung der Geschichte als Hörspiel. Regie führte Heikedine Körting.[4]
- 2021: Gruselkabinett 171 – Das Gespensterschiff (Regie: Marc Gruppe), Titania Medien (Lübbe Audio), 1CD, ISBN 9783785783191[5]